# Mattia Olivieri
Mattia Olivieri (Sassuolo, 8 giugno 1984) è un baritono italiano.

## Biografia
Ha studiato al Conservatorio Giovanni Battista Martini di Bologna e al Conservatorio "Giovanni Battista Pergolesi" di Fermo, perfezionandosi poi con Maurizio Leoni e, dal 2009, presso la Scuola dell'Opera Italiana di Bologna. Ha debuttato nel 2008 come Commissario Imperiale in Madama Butterfly e Fiorello in Il Barbiere di Siviglia al Comunale di Caserta. Nel 2014 ha fatto il suo esordio all'Arena di Verona come Ping in Turandot. 
Nel 2015 ha fatto la sua prima apparizione sulle scene del Teatro alla Scala di Milano come Schaunard ne La bohème; negli anni successivi sarebbe tornato al Piermarini per cantare nei ruoli di Belcore ne L'elisir d'amore, Masetto in Don Giovanni, il Dottor Malatesta in Don Pasquale, Dandini ne La Cenerentola, Nardo ne La finta giardiniera, Mercuzio in Romeo e Giulietta, Prosdocimo ne Il turco in Italia, Silvio ne Pagliacci e il protagonista Figaro nel nuovo allestimento de Il barbiere di Siviglia diretto da Riccardo Chailly per la regia di Leo Muscato nel 2021.
Nel 2017 esordisce nei panni dell'eponimo protagonista del Don Giovanni al Teatro di San Carlo, dove torna nel 2021 come Escamillo in Carmen. Nel 2021 ha fatto il suo debutto all'Opéra national de Paris come Ping in Turandot, mentre nel 2022 debutta alla Royal Opera House come Silvio in Pagliacci. Nello stesso anno canta come Ping in un concerto di Turandot diretto da Antonio Pappano e svoltosi all'Auditorium Parco della Musica con l'orchestra e il coro dell'Accademia Nazionale di Santa Cecilia e Sondra Radvanovsky, Jonas Kaufmann, Ermonela Jaho, Michele Pertusi nei ruoli principali; sempre nel 2022 incide anche il ruolo su disco con il medesimo cast.
Nel 2023 è tornato a cantare al Covent Garden come Figaro ne Le nozze di Figaro, canta come Figaro nell'opera di Rossini al Deutsche Oper Berlin, è Escamillo al Maggio Musicale Fiorentino, interpreta Don Giovanni alla Deutsche Oper Berlin, affronta per la prima volta i ruoli di Enrico Ashton nella Lucia di Lammermoor all'Opéra di Parigi e quello di Riolobo in Florencia en el Amazonas, opera con cui fa il suo debutto al Metropolitan.
Nel 2024 ha cantato come Guido di Monforte ne I vespri siciliani a Napoli e Filippo Visconti in Beatrice di Tenda al Teatro Carlo Felice di Genova, è tornato alla Scala come Silvio in Pagliacci e il dottor Malatesta in Don Pasquale, ha fatto il suo debutto al Festival di Salisburgo, è ritornato all'Arena di Verona come Figaro ne Il barbiere di Siviglia e ha esordito a Vienna come Lescaut in Manon. Nel 2025 ha cantato come Giorgio Germont ne La traviata al Gran Teatre del Liceu, Marcello ne La bohème a Monaco, Gassmann ne L'opera seria al Teatro alla Scala, ha esordito al Teatro dell'Opera di Roma nel ruolo dell'eponimo protagonista ne Il prigioniero e ha interpretato il Figaro rossiniano all'Opéra Bastille.

## Repertorio
| Ruolo                                            | Titolo                               | Autore                 |
| ------------------------------------------------ | ------------------------------------ | ---------------------- |
| Don Ciccio                                       | Divorzio all'italiana                | Battistelli            |
| Filippo Maria Visconti                           | Beatrice di Tenda                    | Bellini                |
| Sir Riccardo Forth                               | I puritani                           | Bellini                |
| Dancaïre Escamillo                               | Carmen                               | Bizet                  |
| Queribini                                        | El dúo de la Africana                | Caballero              |
| Riolobo                                          | Florencia en el Amazonas             | Catán                  |
| Il prigioniero Secondo sacerdote                 | Il prigioniero                       | Dallapiccola           |
| Belcore Dulcamara                                | L'elisir d'amore                     | Donizetti              |
| Enrico Ashton                                    | Lucia di Lammermoor                  | Donizetti              |
| Sévère                                           | Les martyrs                          | Donizetti              |
| Alphone XI                                       | La Favorite                          | Donizetti              |
| Dottor Malatesta                                 | Don Pasquale                         | Donizetti              |
| Casanova                                         | Casanova e l'Albertolli              | Flury                  |
| Delirio                                          | L'opera seria                        | Gassmann               |
| Mathieu                                          | Andrea Chénier                       | Giordano               |
| Mercutio                                         | Roméo et Juliette                    | Gounod                 |
| Pallante                                         | Agrippina                            | Händel                 |
| Il dittatore                                     | Der Diktator                         | Křenek                 |
| Secondo rivoluzionario                           | Das Geheime Königreich               | Křenek                 |
| Silvio                                           | Pagliacci                            | Leoncavallo            |
| Lescaut                                          | Manon                                | Massenet               |
| Nardo                                            | La finta giardiniera                 | Mozart                 |
| Conte d'Almaviva Figaro                          | Le nozze di Figaro                   | Mozart                 |
| Don Giovanni Masetto                             | Don Giovanni                         | Mozart                 |
| Guglielmo                                        | Così fan tutte                       | Mozart                 |
| Papageno                                         | Die Zauberflöte                      | Mozart                 |
| Choufleuri                                       | M. Choufleuri restera chez lui le... | Offenbach              |
| Marcello Schaunard                               | La bohème                            | Puccini                |
| Commissario imperiale Principe Yamadori          | Madama Butterfly                     | Puccini                |
| Ping                                             | Turandot                             | Puccini                |
| Fabrizio                                         | Crispino e la comare                 | Federico e Luigi Ricci |
| Slook                                            | La cambiale di matrimonio            | Rossini                |
| Don Parmenione                                   | L'occasione fa il ladro              | Rossini                |
| Prosdocimo                                       | Il turco in Italia                   | Rossini                |
| Figaro Fiorello                                  | Il barbiere di Siviglia              | Rossini                |
| Dandini                                          | La Cenerentola                       | Rossini                |
| Giorgio                                          | La gazza ladra                       | Rossini                |
| Don Prudenzio                                    | Il viaggio a Reims                   | Rossini                |
| Federico                                         | Napoli milionaria                    | Rota                   |
| Conte di Luna                                    | Il trovatore                         | Verdi                  |
| Barone Douphol Giorgio Germont Marchese d'Obigny | La traviata                          | Verdi                  |
| Guy de Monfort                                   | Les vêpres siciliennes               | Verdi                  |
| Paolo Albiani                                    | Simon Boccanegra                     | Verdi                  |
| Ford                                             | Falstaff                             | Verdi                  |

## Discografia (parziale)
- Puccini: Turandot - Sondra Radvanovsky, Jonas Kaufmann, Ermonela Jaho, Michele Pertusi, Orch. dell'Accademia Naz. di S. Cecilia, Antonio Pappano. Warner Classic, 2023.